# Rubicone (film 1931)
Rubicone (Рубикон) è un film del 1931 diretto da Vladimir Vajnštok.